# Bahnhof Mejiro
Der Bahnhof Mejiro (jap. 目白駅, Mejiro-eki) ist ein Bahnhof in der japanischen Hauptstadt Tokio. Er wird von der Bahngesellschaft JR East betrieben und befindet sich im Süden des Bezirks Toshima.

## Verbindungen
Mejiro ist ein Zwischenbahnhof an der Yamanote-Linie, die von der Bahngesellschaft JR East betrieben wird. Sie verläuft ringförmig rund um die gesamte Tokioter Innenstadt und gehört zu den am intensivsten genutzten Bahnstrecken der Welt. Nahverkehrszüge fahren – in beiden Richtungen – tagsüber alle fünf Minuten, während der Hauptverkehrszeit alle drei bis vier Minuten. An der Hauptstraße Mejiro-dōri, die vor dem Eingang in West-Ost-Richtung verläuft, halten vier Buslinien der Gesellschaft Toei Bus und zwei weitere Linien von Seibu Bus.

## Anlage
Der Bahnhof steht im Zentrum des namensgebenden Stadtteils Mejiro, der zum Bezirk Toshima gehört. In unmittelbarer Nachbarschaft gibt es mehrere Schulen und Hochschulen, weshalb Schüler und Studenten einen nicht unerheblichen Teil der täglichen Fahrgäste ausmachen. Zu diesen Bildungseinrichtungen gehören unter anderem die Gakushūin-Universität, die Nihon Joshi Daigaku, die Mejiro-Hochschule für Gestaltung und das japanische Fremdsprachen-Institut. Darüber hinaus befinden sich in Bahnhofnähe die japanische Industrie- und Handelskammer und ein Philatelie-Museum. Jenseits der belebten Hauptstraße Mejirō-dori erstreckt sich ein vornehmes und ruhiges Wohngebiet.
Die von Norden nach Süden ausgerichtete Anlage umfasst vier Gleise in einem Einschnitt. Das westliche Gleispaar dient den Zügen der Yamanote-Linie, die an einem vollständig überdachten und mit Bahnsteigtüren ausgestatteten Mittelbahnsteig halten. Es gibt nur einen Zugang am nördlichen Ende. Dieser führt hinauf zum Empfangsgebäude, das sich in Form eines Reiterbahnhofs über den Einschnitt spannt. Auf dem östlichen Gleispaar, der früheren Yamanote-Güterlinie, verkehren die Züge der Saikyō-Linie und der Shōnan-Shinjuku-Linie. Da sie über keinen eigenen Bahnsteig verfügen, fahren sie hier ohne Halt durch. Vom Empfangsgebäude gelangt man zu einem kleinen Vorplatz an der Südseite der Mejiro-dōri.
Im Fiskaljahr 2019 nutzten durchschnittlich 37.536 Fahrgäste täglich den Bahnhof.

## Bilder

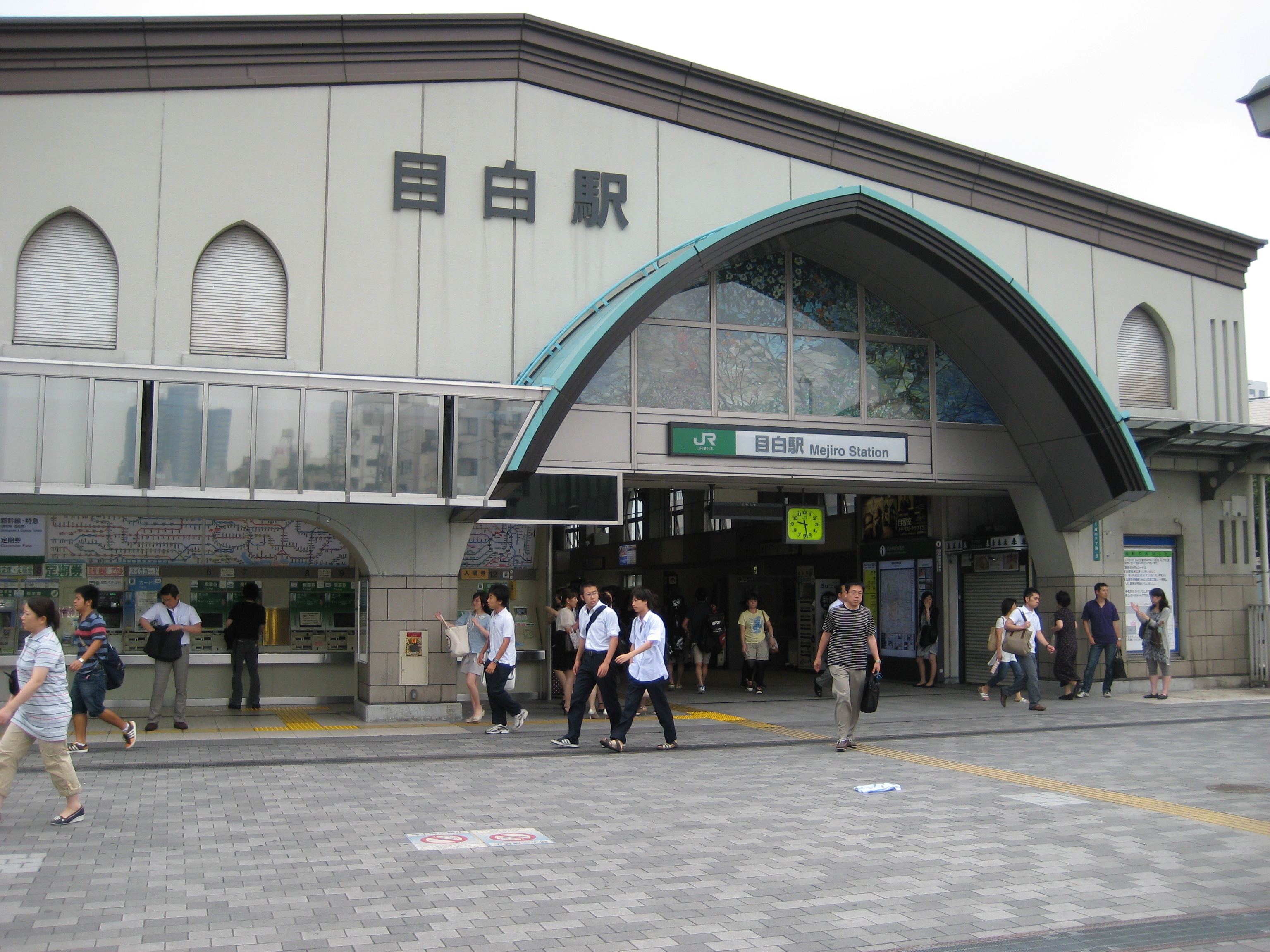
Haupteingang
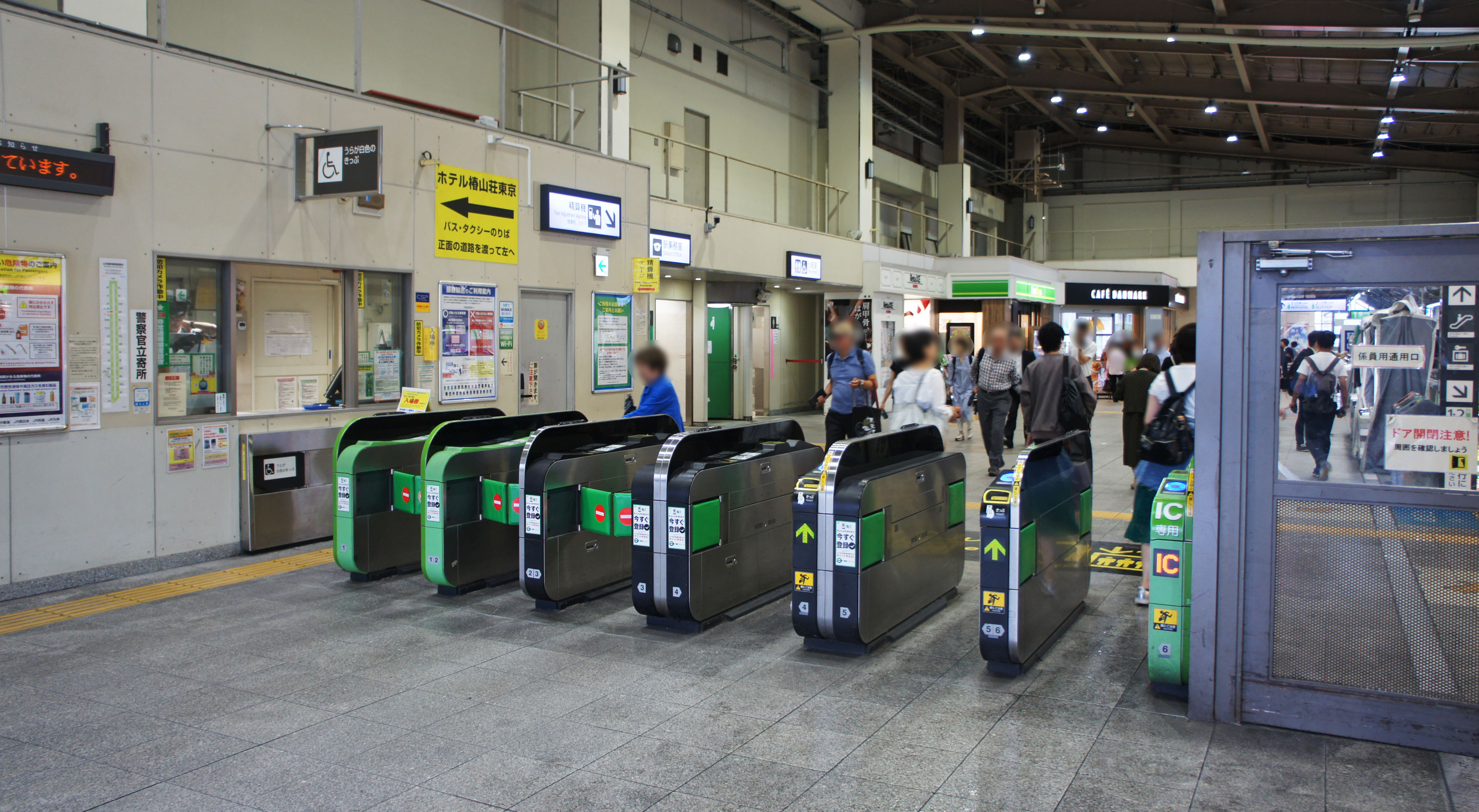
Bahnsteigsperren
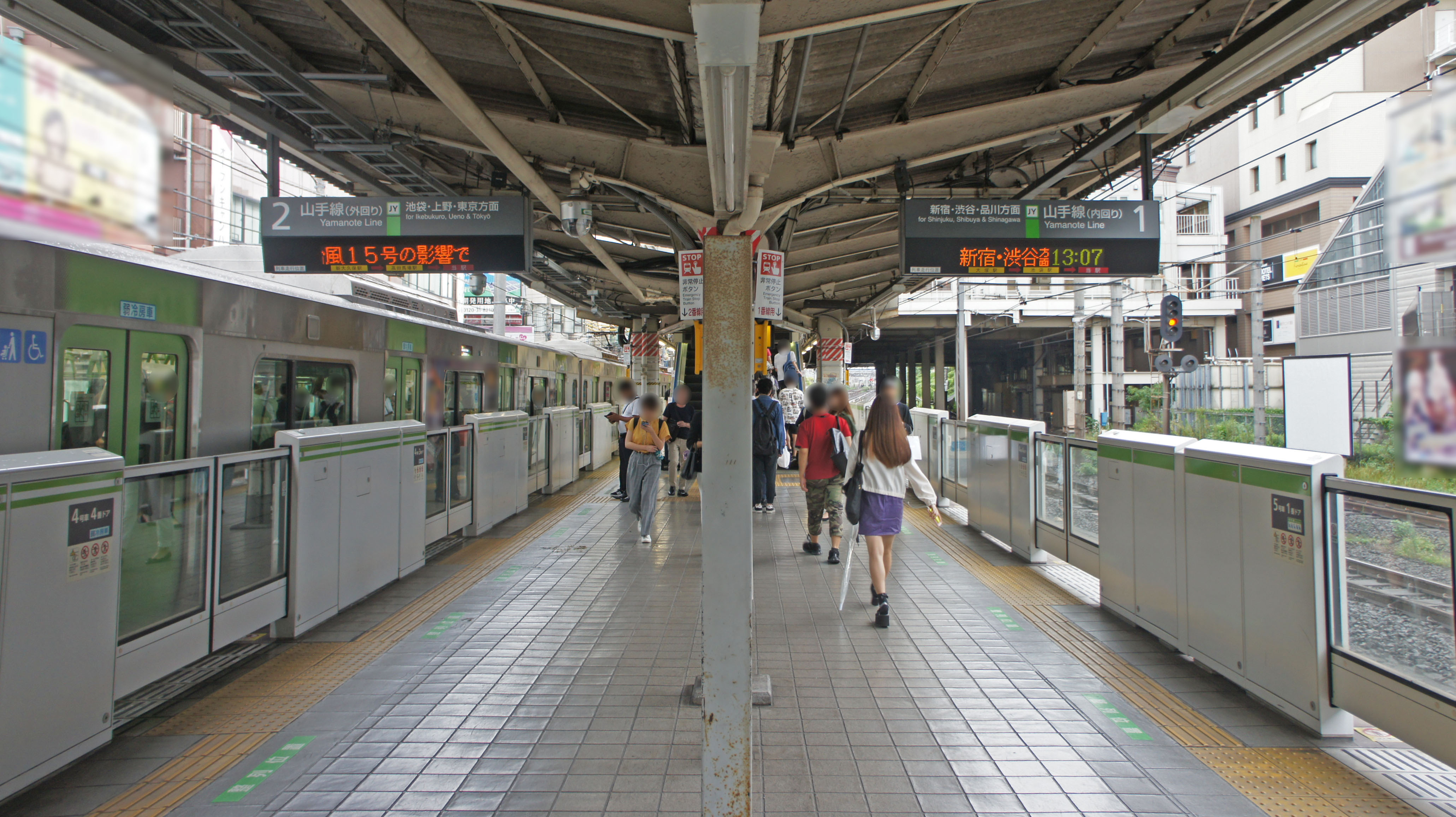
Ansicht des Bahnsteigs
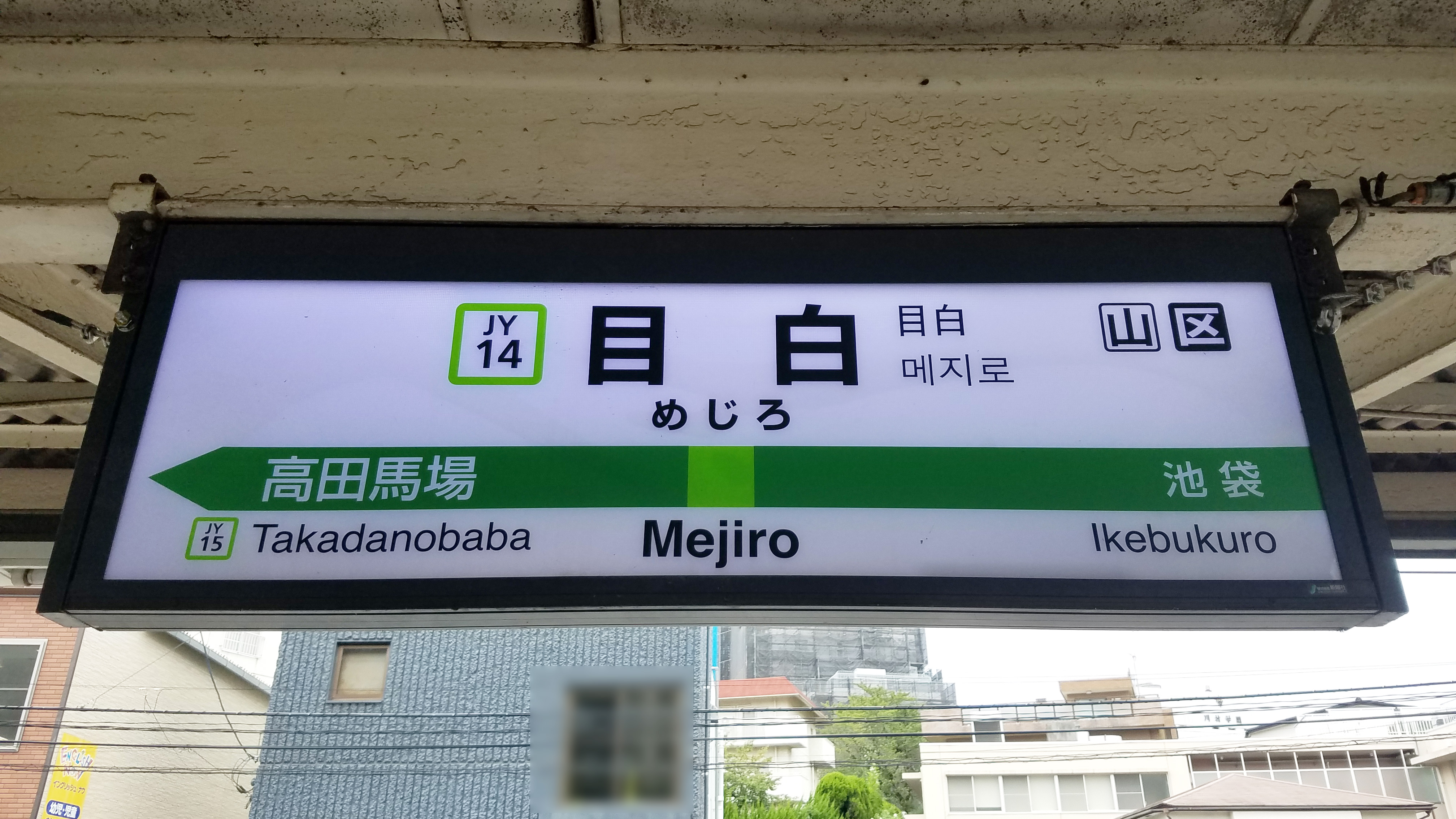
Bahnhofschild

## Gleise
| 1 | ▉ Yamanote-Linie | Shinjuku • Shibuya • Shinagawa |
| 2 | ▉ Yamanote-Linie | Ikebukuro • Ueno • Tokio       |

## Linien
| Verlauf der Yamanote-Linie |
| --- |
| Shinagawa • Ōsaki • Gotanda • Meguro • Ebisu • Shibuya • Harajuku • Yoyogi • Shinjuku • Shin-Ōkubo • Takadanobaba • Mejiro • Ikebukuro • Ōtsuka • Sugamo • Komagome • Tabata • Nishi-Nippori • Nippori • Uguisudani • Ueno • Okachimachi • Akihabara • Kanda • Tokyo • Yūrakuchō • Shimbashi • Hamamatsuchō • Tamachi • Takanawa Gateway • Shinagawa |

## Geschichte

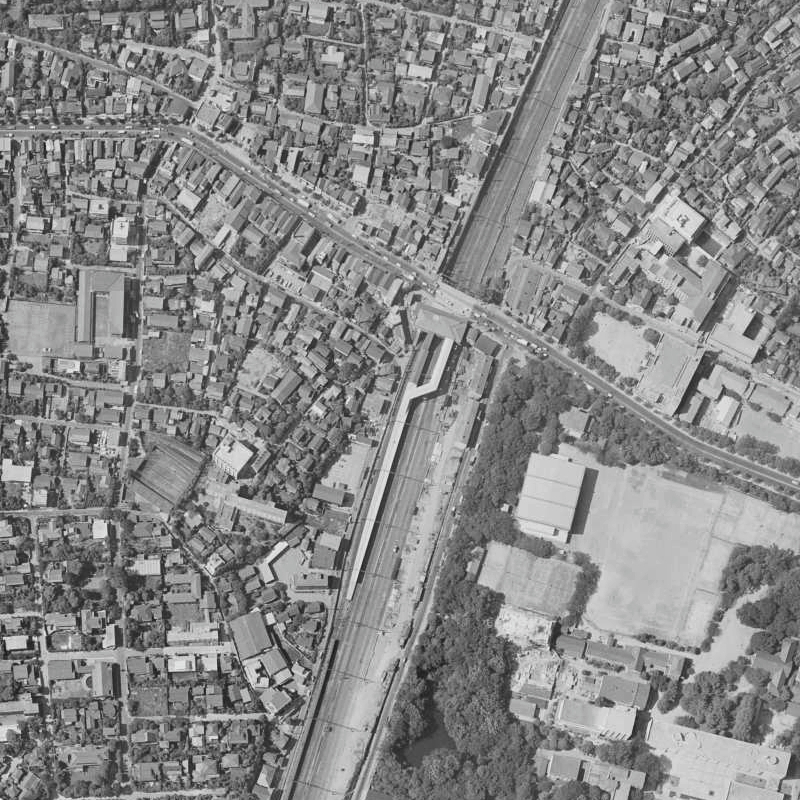
Luftansicht von 1963

Am 1. März 1885 eröffnete die Bahngesellschaft Nippon Tetsudō eine Verbindungsstrecke zwischen Akabane an der Tōhoku-Hauptlinie und Shinagawa an der Tōkaidō-Hauptlinie. Anwohner entlang der hier kreuzenden Hauptstraße und in den umliegenden, damals noch ländlich geprägten Siedlungen hatten mit einer Petition den Bau eines Bahnhofs durchgesetzt. Die Fertigstellung des Empfangsgebäudes verzögerte sich, sodass der Bahnhof erst am 16. März in Betrieb genommen werden konnte. Aus zeitgenössischen Dokumenten geht hervor, dass der Erwerb des Geländes nicht einmal vier Tage vor der Eröffnung des Bahnhofs abgeschlossen war, was auch die Verzögerung bei den Bauarbeiten erklären dürfte.
Mejiro war zunächst ein reiner Personenbahnhof, bis die Nippon Tetsudō im Jahr 1903 den Güterumschlag aufnahm. Als Folge des Eisenbahnverstaatlichungsgesetzes gelangte der Bahnhof am 1. November 1906 in die Zuständigkeit des Eisenbahnamtes, des späteren Eisenbahnministeriums. Dieses führte 1909 für die Bahnstrecke die Bezeichnung Yamanote-Linie ein. Das Empfangsgebäude wurde 1922 umgebaut, Mejiro war damals der erste Reiterbahnhof Japans überhaupt. 1963 nahm die Japanische Staatsbahn eine Renovation vor. Zehn Jahre später stellte sie den Güterumschlag aus Rationalisierungsgründen ein, auf der frei gewordenen Fläche entstand daraufhin das Hotel Mets Mejiro. Im Rahmen der Staatsbahnprivatisierung gelangte der Bahnhof am 1. April 1987 in den Besitz der neuen Gesellschaft JR East. Im Jahr 2000 erfolgte ein Umbau des Empfangsgebäudes, das sich seither in seiner heutigen Form präsentiert.